# لان هويل
لان هويل (بالإنجليزية: Lane Howell)‏ هو لاعب كرة قدم أمريكية أمريكي، ولد في 28 يوليو 1941 في مونرو في الولايات المتحدة.

## وصلات خارجية
- لان هويل على موقع مرجع كرة القدم المحترفة.كوم (الإنجليزية)